# Egitto (diocesi)
La diocesi d'Egitto (in greco Διοίκησις Αιγύπτου?; in latino Dioecesis Aegypti) era una diocesi del tardo Impero romano, compresa nella Prefettura del pretorio d'Oriente, che comprendeva le province di Egitto e Cirenaica. Aveva per capitale Alessandria d'Egitto e il suo governatore era il praefectus augustalis ("prefetto augustale", di rango vir spectabilis) invece del normale vicarius.

## Storia
La diocesi d'Egitto faceva originariamente parte della diocesi d'Oriente, da cui fu separata nel 380, divenendo una entità separata che sopravvisse fino alla conquista islamica negli anni 640.
Inizialmente la diocesi includeva cinque province: le tre egiziane, Aegyptus Iovia, ad occidente del Nilo con Alessandria d'Egitto, Aegyptus Herculia, ad oriente del delta, e la Tebaide, delimitata a sud dalla prima cateratta del Nilo; la Cirenaica e la Marmarica formavano rispettivamente la Libya Superior e la Libya Inferior. Successivamente, per eliminare riferimenti pagani, Aegyptus Iovia fu rinominata in Aegyptus, mentre Aegyptus Herculia cambiò nome in Augustamnica. All'inizio del VI secolo le province erano divenute otto: Aegyptus I e II, Augustamnica I e II, Thebais Superior e Inferior, e Arcadia.

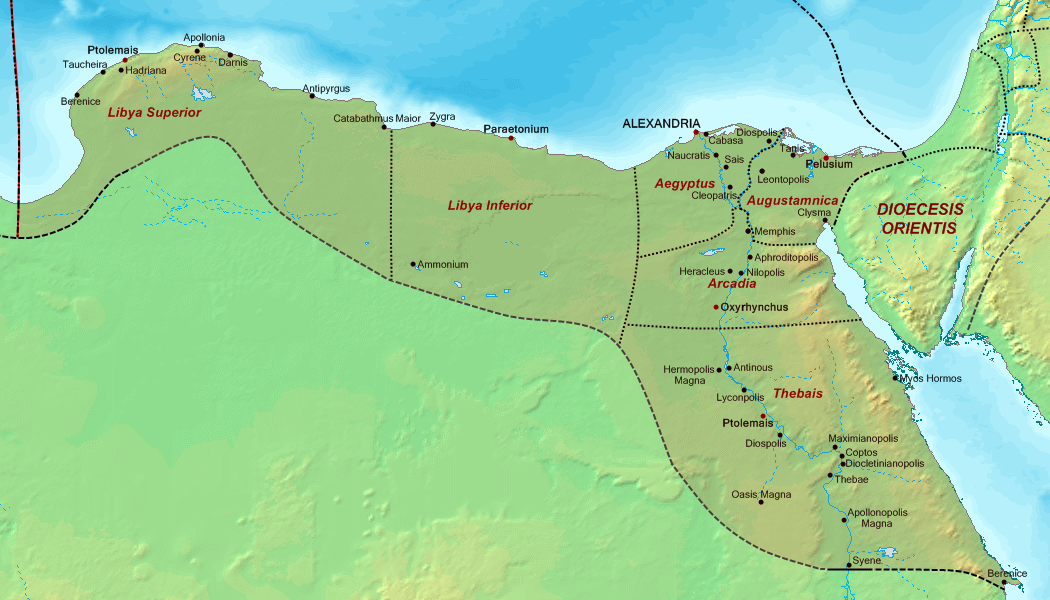
La diocesi d'Egitto e le sue provincie.

Durante le riforme di Giustiniano I nella seconda metà degli anni 530, la struttura amministrativa cambiò ancora; la figura del prefetto augustale fu abolita, sostituita da cinque governatori indipendenti (dux, plurale duces), cui erano conferite le autorità civile e militare; due di loro, il dux Alexandriae e il dux Thebaidos, avevano anche il titolo di augustale (erano cioè dux et augustalis).

## Lista deipraefecti Augustales
- Flavio Eutolmio Taziano (367-370)
- Olimpio Palladio (370-371)
- Elio Palladio (371-374)
- Publio (376 circa)
- Bassiano (379 circa)
- Adriano (379 circa)
- Giuliano (380 circa)
- Antonino (381-382)
- Palladio (382)
- Ipazio (383)
- Optato (384)
- Florenzio (384-386)
- Paolino (386-387)
- Eoebio (387)
- Flavio Ulpio Erythrio (388)
- Alessandro (388-390)
- Evagrio (389-391)
- Ipazio (392)
- Potamio (392)
- Evagrio (392-393)?[2]
- Pentadio (403- 404)[3]
- Eutalio di Laodicea (404-405)3
- Oreste (415)
- Teogognosto (482)
- Pietro Marcellino Felice Liberio (539 circa-542)